# 高篠村 (香川県)
高篠村（たかしのむら）は、香川県仲多度郡にあった村。
現在のまんのう町羽間・東高篠・西高篠・公文にあたる。

## 歴史
- 1890年2月15日 - 町村制施行に伴い、那珂郡東高篠村（ひがしたかしのむら）、西高篠村（にしたかしのむら）、公文村（くもんむら）が合併し、高篠村が発足。
- 1899年4月1日 - 那珂郡が多度郡と合併し、仲多度郡となる。
- 1955年7月1日 - 満濃町に編入。同日付で高篠村廃止。